# Yeclano Club de Fútbol
El Yeclano Club de Fútbol era un club de fútbol de España de la ciudad de Yecla en la Región de Murcia. Fue fundado en 1950 y desapareció en 2004.

## Historia
Hay antedecendes de fútbol en Yecla en fechas tan tempranas como 1900. Por ejemplo, queda constancia de que una formación de Yecla conocido como Yeclano Recreational Foot-Ball Club se enfrenta en Albacete a uno de los pioneros en la ciudad manchega: el Locomotoras Albacete Balón Pie, en un partido benéfico para recaudar dinero para los sindicatos de trabajadores del ferrocarril del suroeste.
El Yeclano CF fue fundado en el año 1950 por Dario Lidó como CD Hispania de Yecla y adoptó el nombre de Yeclano CF en 1960. Participó en los campeonatos regionales hasta que en la temporada 1965/66 consiguió el ascenso a Tercera División, pero solo se mantuvo dos años en la categoría. Regresa otra vez en la 1975/76 tras quedar campeón en la Territorial Preferente. Baja y asciende de nuevo dos años después. En su vuelta a la Tercera, en la temporada 1980/81, finaliza 3º pese a ser un recién ascendido. 
En esta etapa encadena 10 años seguidos en Tercera, hasta que en la temporada 1989/90 se proclama campeón y asciende por primera vez a Segunda División B. En la temporada de su debut consigue la permanencia finalizando 15º y en su segunda temporada se clasifica para la Promoción de ascenso a Segunda División. El sorteo envía al Yeclano al Grupo D junto al Endesa As Pontes, el Manlleu y el Atlético Marbella. En la última jornada del grupo el Yeclano se enfrenta al Atlético Marbella en Yecla, los marbellíes son líderes del grupo con 8 puntos y los yeclanos segundos con 6. El Yeclano necesita ganar por dos goles de diferencia para lograr el ascenso, sin embargo no pudo pasar del empate a 0.
Tras el palo que supuso no conseguir el ascenso, el Yeclano se convirtió en un clásico de la Segunda B, compitiendo en la categoría hasta que descendió en la temporada 1999/00. De nuevo en Tercera se clasificó tres años seguidos para el play-off de ascenso a Segunda B y consiguió el ascenso en 2003 quedando primero de un grupo formado por Vilafranca, Levante B y Sant Andreu. La temporada en Segunda B fue desastrosa tanto en el aspecto deportivo (el equipo finalizó 19º y descendió) como en el aspecto económico. Los jugadores no cobraron prácticamente ninguna nómina. A algunos se les entregaron pagarés sin fondos en diciembre. Al terminar la temporada al descenso deportivo a Tercera se le sumó otro descenso administrativo a Preferente. Tras el descenso el equipo desaparece y se funda un nuevo club en la ciudad, el Yeclano Deportivo, en la categoría más baja del fútbol regional.

## Uniforme
- Uniforme titular: Camiseta azulgrana, pantalón azul, medias azules.

## Estadio

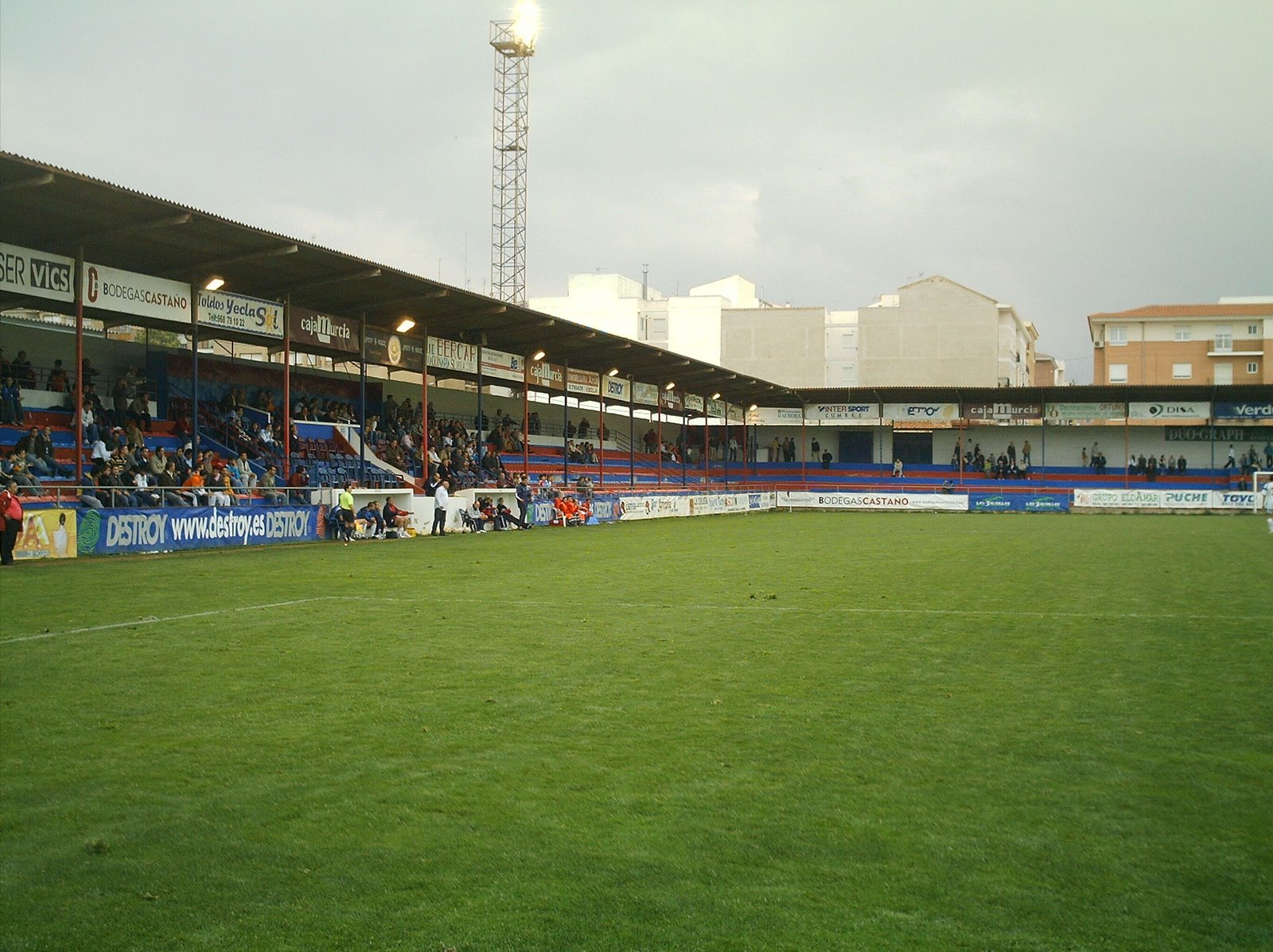
Vista del estadio desde uno de sus fondos.

Estadio La Constitución, con capacidad para 5.000 personas.

## Datos del club
- Temporadas en Primera División: 0
- Temporadas en Segunda División: 0
- Temporadas en Segunda División B: 11
- Temporadas en Tercera División: 18
- Mayor goleada conseguida: 
  - En campeonatos nacionales: Olímpico de Totana 3 - Yeclano CF 10
- Mayor goleada encajada: 
  - En campeonatos nacionales: Sevilla FC B 6 - Yeclano CF 0
- Mejor puesto en la liga: 3º en Segunda División B en la temporada 1991/92
- Peor puesto en la liga: 19º en Segunda División B en la temporada 2003/04

## Palmarés

### Torneos nacionales
- Tercera División (1): 1989/90

### Torneos regionales
- Territorial Preferente (2): 1973/74, 1975/76